# Курба Мала
43° 55′ 23″ N 15° 15′ 42″ E / 43.92306° С; 15.26167° И
Курба Мала је ненасељено острвце у хрватском дијелу Јадранског мора. Налази се у Корнатском архипелагу, између острва Лавдара и острвца Брушњак. Њена површина износи 0,423 km², док дужина обалске линије износи 3,86 km. Највиши врх је висок 54 m. Грађена је од кречњака кредне старости. Административно припада општини Муртер-Корнати у Шибенско-книнској жупанији.